# Theridion resum
Theridion resum là một loài nhện trong họ Theridiidae.
Loài này thuộc chi Theridion. Theridion resum được Herbert Walter Levi miêu tả năm 1959.